# Montreuil-sur-Sarthe
Montreuil-sur-Sarthe est une ancienne commune française du département de la Sarthe et la région Pays de la Loire, intégrée à Neuville-sur-Sarthe depuis 1809. 

## Histoire
En 1809, Neuville-sur-Sarthe (1 063 habitants en 1806) absorbe Montreuil-sur-Sarthe (129 habitants), au nord de son territoire.

## Démographie
| 1793 | 1800 | 1806 |
| ---- | ---- | ---- |
| 137  | 144  | 129  |